# Alena Vinnitskaya
Pour les articles homonymes, voir Vinnitskaïa.
 (février 2024).
Si vous disposez d'ouvrages ou d'articles de référence ou si vous connaissez des sites web de qualité traitant du thème abordé ici, merci de compléter l'article en donnant les références utiles à sa vérifiabilité et en les liant à la section « Notes et références ».
Alena Vinnitskaya (en russe : Ольга Викторовна Винницкая, Olga Viktorovna Vinnitskaïa) est née le 27 décembre 1974 à Kiev.
Elle est auteur et interprète de chansons dans le style pop rock. Elle a également été l'un des premiers membres du groupe pop féminin russo-ukrainien VIA Gra.
Elle vit et travaille en Ukraine où elle a un grand succès. Elle écrit et interprète des chansons en russe.

## Discographie
- 2001 : Popitka no 5 (en tant que membre du groupe «VIA Gra»)
- 2004 : Rassvet
- 2005 : 007
- 2006 : Kukli
- 2007 : Zlektro
- 2008 : Konvert

## Singles / Clips

### VIA Gra
- 2000 : Popitka no 5
- 2000 : Obnimi Menya
- 2001 : Bomba
- 2001 : Ya niè Vernus
- 2002 : Stop! Stop! Stop!
- 2002 : Good Morning, Papa

### Carrière Solo
- 2003 : Beskonetchnost' (Avec le groupe CoolBefore)
- 2003 : Davaï Zabulem Vsyo
- 2003 : Rassvet
- 2004 : Bidish', Ya Jiva
- 2005 : 007
- 2005 : Bidish', Ya Jiva - Remix
- 2006 : Kukli
- 2006 : Ukraïno, Vperyod! (avec les groupes «Mad Heads XL» et «Gavana»)
- 2006 : Timba-Bugi (avec Georgiem Delievim)
- 2006 : Odinotchestva
- 2007 : Zvezdotchyot
- 2007 : Ravnodushna
- 2008 : Konvert
- 2008 : Osen' Zolotaya
- 2009 : Ya Zdies', Ya Ryadom
- 2009 : Vsyo Eto S Nami
- 2010 : Slushaï Menya Dievotchka
- 2011 : Ne plash' detka (Ne pleure pas, bébé)